# Особистість (телесеріал)
«Особистість» (тур. Şahsiyet) — турецький мінісеріал 2018 року у жанрі кримінальної драми, написаний Хаканом Гюндаєм і створений для турецької VOD-платформи «puhutv».
На 8 лютого 2020 року серіал посідає 24 місце у рейтингу найкращих серіалів усіх часів за версією IMDb. Халук Більгінер у 2019 році став лауреатом за кращу чоловічу роль міжнародної премії Академії телевізійних наук і мистецтв Emmy за роль Агіяха в цьому серіалі.

## Сюжет
65-річний пенсіонер Агіях живе звичайним життям. Невра — поліцейська, яка працює у відділі вбивств. Агіях і Невра, які пройшли різними життєвими шляхами, не мають поняття, що вони насправді весь цей час вони наближалися один до одного.
Агіях втратив дружину кілька років тому, живе в квартирі у гамірливому районі Стамбула. Його поважають і люблять оточуючі. Однак життя чоловіка кардинально змінюється, коли він дізнається про хворобу Альцгеймера. Остаточно він втрачає спокій, коли до нього повертаються дочка та онук, які жили за кордоном.
Ця драматична зміна в житті Агіях вплине і на життя Неври. Невра — єдина жінка, яка працює у відділі вбивств, і це робить її життя надзвичайно важким, хоча вона глибоко віддана своїй роботі. Поки Невра бореться з проблемами у своєму професійному та сімейному житті, загадкове вбивство змусить життя Ага і Неври перетнутися.
Отже, у них не буде іншого шансу, окрім як озирнутися на своє минуле та заглибитись у свої спогади. Зустріч Агіяха і Неври — це лише збіг обставин чи це лише невелика частина великої загадки?

## В ролях
| Актор              | Роль          |
| ------------------ | ------------- |
| Халук Більгінер    | Агіях Белоглу |
| Джансу Дере        | Невра Елмас   |
| Шебнем Бозоклу     | Зухал Бейоглу |
| Метін Акдюльгер    | Атеш Арбай    |
| Хусейн Авні Даньял | Джеміл Гавран |
| Неджип Мемілі      | Толга         |
| Шенай Гюрлер       | Нюклет        |

## Сезони
| Сезон | Епізоди | Епізоди | Оригінальний показ | Оригінальний показ | Оригінальний показ |
| Сезон | Епізоди | Епізоди | Перший показ       | Останній показ     | Мережа             |
| ----- | ------- | ------- | ------------------ | ------------------ | ------------------ |
| 1     | 12      | 12      | 17 березня 2018    | 8 червня 2018      | puhutv             |
| 2     | TBA     | TBA     | незабаром          | TBA                | Disney+            |

## Нагороди
| Рік  | Премія                               | Категорія                      | Номінант                | Результат |
| ---- | ------------------------------------ | ------------------------------ | ----------------------- | --------- |
| 2018 | Galatasaray Üniversitesi EN Ödülleri | Найкращий інтернет-серіал року | Особистість             | Перемога  |
| 2018 | International Emmy Awards            | Найкращий актор                | Халук Більгінер         | Перемога  |
| 2019 | SXSW Film Design Awards              | Дизайн заголовків              | Етем Джем, Енес Озенбаш | Номінація |
| 2020 | 46. Премія «Золотий метелик»         | Найкращий веб-серіал           | Особистість             | Перемога  |